# Tore (nome)
Tore  è un nome proprio di persona svedese, danese e norvegese maschile.

## Varianti
- Danese: Thore[1][2]
- Norvegese: Thore[1][2]
- Svedese: Thore[1][2], Ture[2]

### Varianti in altre lingue
- Finlandese: Tuure[2]
  - Ipocoristici: Tuukka[2]
- Islandese: Þórir[2]
- Norreno: Þórir[1][2], Thorir

## Origine e diffusione
Si tratta probabilmente di una ripresa dell'antico nome norreno Þórir: esso potrebbe essere derivato da Þórr (il nome norreno del dio scandinavo Thor), oppure essere un composto di Þórr con ver, che significa "guerriero", "gigante", "uomo"; il significato complessivo può essere dunque interpretato come "guerriero di Thor".
Questo nome era molto comune durante il Medioevo, così come lo è in epoca moderna. Va notato che coincide con Tore, un ipocoristico italiano di Salvatore.

## Onomastico
Il nome è adespota, cioè non è portato da alcun santo, quindi l'onomastico ricade il 1º novembre ad Ognissanti.

## Persone

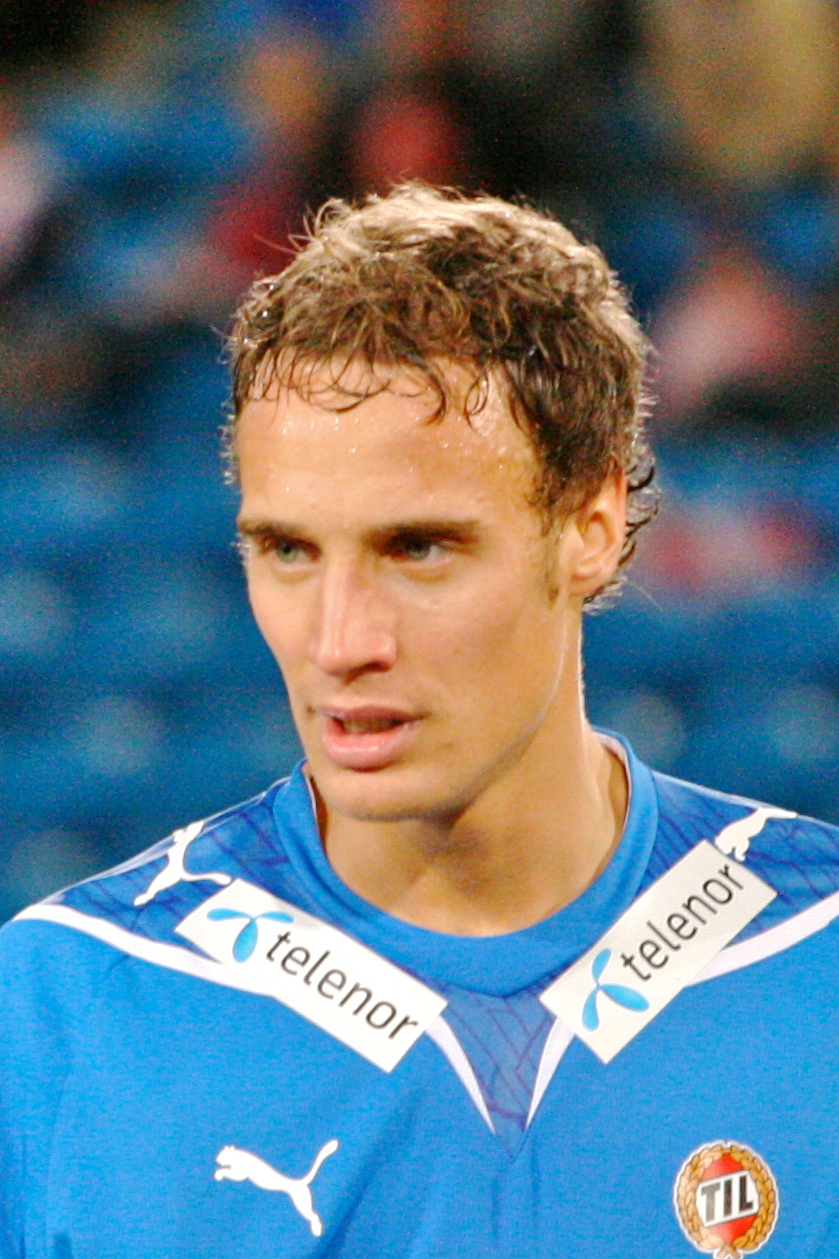
Tore Reginiussen

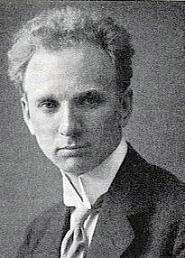
Ture Nerman

- Tore André Dahlum, calciatore e allenatore di calcio norvegese
- Tore André Flo, calciatore norvegese
- Tore Andreas Gundersen, calciatore norvegese
- Tore Hadler-Olsen, calciatore norvegese
- Tore Ruud Hofstad, fondista norvegese
- Tore Krogstad, calciatore norvegese
- Tore Reginiussen, calciatore norvegese
- Tore Rismo, calciatore norvegese
- Tore Sjöstrand, atleta svedese

### Variante Ture
- Ture Nerman, politico svedese
- Ture Ödlund, giocatore di curling svedese
- Ture Rangström, compositore, critico musicale e direttore d'orchestra svedese
- Ture Wersäll, tiratore di fune svedese

### Altre varianti
- Thore Enochsson, maratoneta svedese
- Thorir Hund, guerriero vichingo
- Tuukka Kotti, cestista finlandese
- Tuukka Rask, hockeista su ghiaccio finlandese